# Oskar Hoßfeld
Friedrich Oskar Hoßfeld (ur. 4 lipca 1848 w Schulpforte, zm. 15 października 1915 w Nieder-Wildungen) – niemiecki architekt.

## Życiorys
Syn Friedricha Hoßfelda (1809–1881), malarza i ilustratora. Sam imienia Friedrich w działalności publicznej nie używał.
Uczeń Karla J. Lüdecke we Wrocławiu, w latach 1868–1872 uczęszczał do Akademii Budowlanej w Berlinie. W latach 1872–1876 był kierownikiem budowy Kolumny Zwycięstwa (zaprojektowanej przez Johanna Heinricha Stracka) i Starej Galerii Narodowej w Berlinie. W 1875 zdobył I nagrodę w konkursie im. K. F. Schinkla na projekt budynku biblioteki krajowej.
Odbył podróże naukowe do Włoch, Francji i Austrii. Od 1876 asystent Reinholda Persiusa, dyrektora Komisji Budowy Zamku (niem. Schlossbaukommission). Był autorem wyróżnionych projektów kolegium uniwersytetu w Strasburgu (1878), zabudowy Wyspy Muzeów (1884) i gmachu Reichstagu (1882) w Berlinie.
Od 1888 inspektor budownictwa (niem. Landbauinspektor) w Ministerstwie Robót Publicznych, tajny radca budowlany, był jednym z redaktorów naczelnych opiniotwórczych periodyków fachowych „Zeitschrift für Bauwesen” i „Zentralblatt der Bauverwaltung”, przyczynił się do uformowania niemieckiego ruchu ochrony zabytków, od 1899 wydawał czasopismo „Denkmalpflege”. W latach 1890–1895 równolegle wykładał na Politechnice w Charlottenburgu. Od 1900 kierował w ministerstwie działem budowy muzeów, kościołów i budowli zabytkowych w Prusach, rozwijając przy tej sposobności żywą własną działalność budowlaną. Zaprojektował wiele kościołów, zarówno katolickich, jak i ewangelickich, miejskich i na wsi, na terenie Niemiec i dzisiejszej Polski. W swoich projektach posługiwał się formami historyzującymi, głównie neogotyckimi i neobarokowymi. Pozostawił wyczerpująca dokumentację działalności architektonicznej w formie szeregu artykułów prasowych, następnie opublikowanych w formie książkowej (4 wydania do 1915). Do jego współpracowników należeli m.in. G. Güldenpfennig, Roger Sławski i C. Weber. Z budowli świeckich projektował gmach Szkoły Rzemiosł Artystycznych (niem. Kunstgewerbeschule) w Berlinie i ratusz w Lützen (współaut. Karl Hinckeldeyn).
Synem Oskara Hoßfelda był architekt Friedrich Hoßfeld, zwany Fritz (ur. 1879, zm. 1972 w Stuttgarcie), miejski radca budowlany w Naumburgu w latach 1918–1930. Żoną Friedricha była malarka i rzeźbiarka Ina Hoßfeld (ur. 1881 we Flensburgu, zm. 1943 w Monachium), córka miejskiego radcy budowlanego Wrocławia Richarda Plüddemanna.

## Wybrane publikacje
- Der Kirchenbau des Protestantismus. „CdBV”. 40/1893. s. 415. (niem.).
- Denkmalpflege auf dem Lande. „Denkmalpflege”. 1/1910. s. 488–497. (niem.).
- Stadt- und Landkirchen. Berlin: 1915. (niem.). Brak numerów stron w książce

## Wybrane dzieła

### W obecnych granicach Polski
- 1894 – restauracja i nowy hełm wieży neogotyckiej katedry św. Jakuba w Szczecinie (zniszczony w 1945)
- 1903 – neobarokowy w nurcie secesji kościół w Brzeziu nad Odrą, obecnie Parafia św. Apostołów Mateusza i Macieja w Raciborzu[4]
- 1904–1908 – neogotycki Kościół św. Jacka w Legnicy, dawniej ewangelicki Pamięci Cesarza Wilhelma
- 1904–1907 – neorenesansowy kościół Maryi Królowej w Poznaniu, dawniej ewangelicki św. Mateusza
- 1905–1907 – neogotycki kościół św. Anny w Poznaniu, dawniej ewangelicki Chrystusa
- 1905–1908 – neogotycki kościół Narodzenia NMP w Szczecinku, dawniej ewangelicki
- 1907–1909 – neogotycki kościół ewangelicki w Ostródzie
- 1909–1911 – neoromański kościół Niepokalanego Poczęcia NMP i św. Józefa w Chojnowie
- 1909–1911 – neogotycki kościół ewangelicki św. Jana w Pile (zniszczony w 1945, zachowana pastorówka)
- 1910–1911 – neorenesansowy kościół ewangelicki w Brochowie (obecnie dzielnica Wrocławia) (zniszczony w 1945)
- kościół św. Jerzego w Brochowie (obecnie dzielnica Wrocławia), neoromański
- 1910–1913 – neobarokowy kościół parafialny Bożego Ciała w Oleśnie
- 1910–1913 – neobarokowy kościół Najświętszego Serca Pana Jezusa w Bydgoszczy
- 1910–1913 – neogotycki kościół św. Marii Magdaleny w Czersku
- ponadto m.in. neogotyckie kościoły ewangelickie w Kcyni, Gdańsku Nowym Porcie, Wejherowie (1907–1909); neobarokowe kościoły ewangelickie w Nowym Mieście Lubawskim i Zbąszyniu (1907) oraz neobarokowe katolickie – Dębie, Strzelce Opolskie

### W obecnych granicach Niemiec
- neogotyckie kościoły ewangelickie: św. Jerzego we Flensburgu (1904–1907)[5] i w Bitterfeld-Wolfen (ukończony 1909) * kościoły katolickie w Kirchlinde koło Dortmundu (neogotycki) i w Höchst am Main (neoromański).

## Galeria

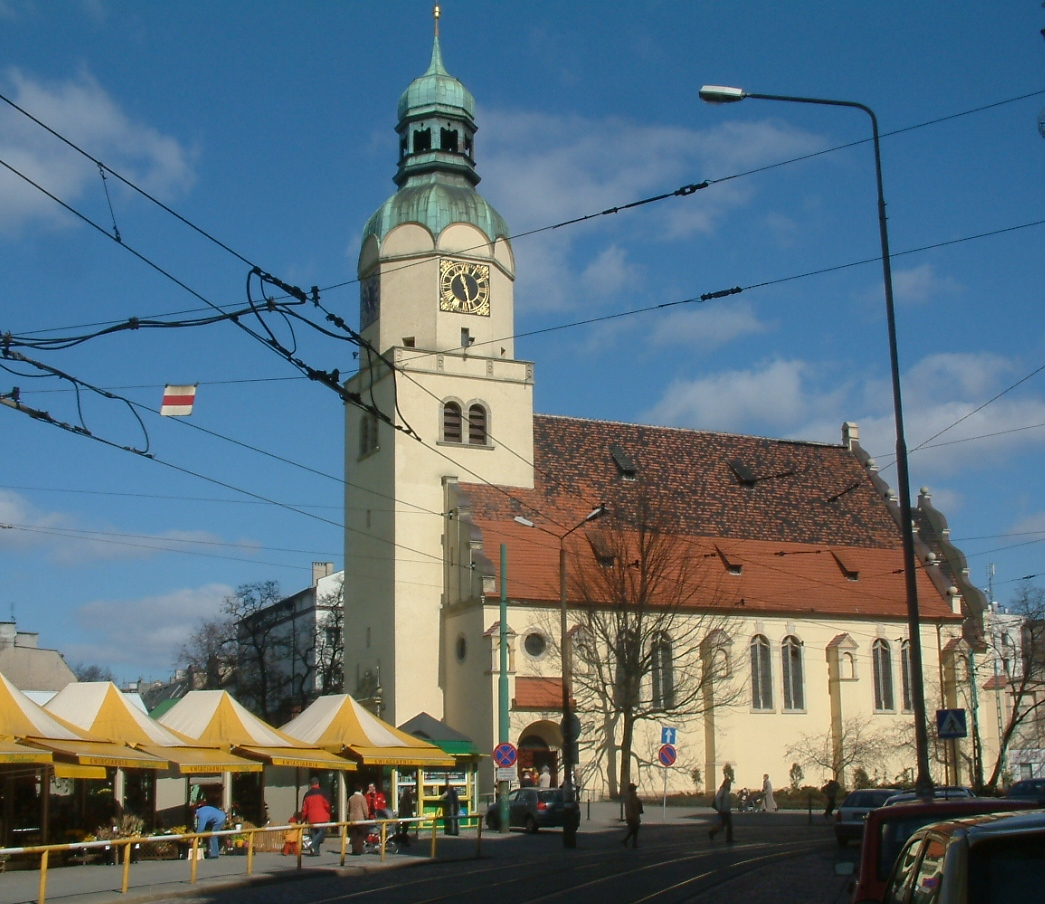
Kościół Maryi Królowej w Poznaniu
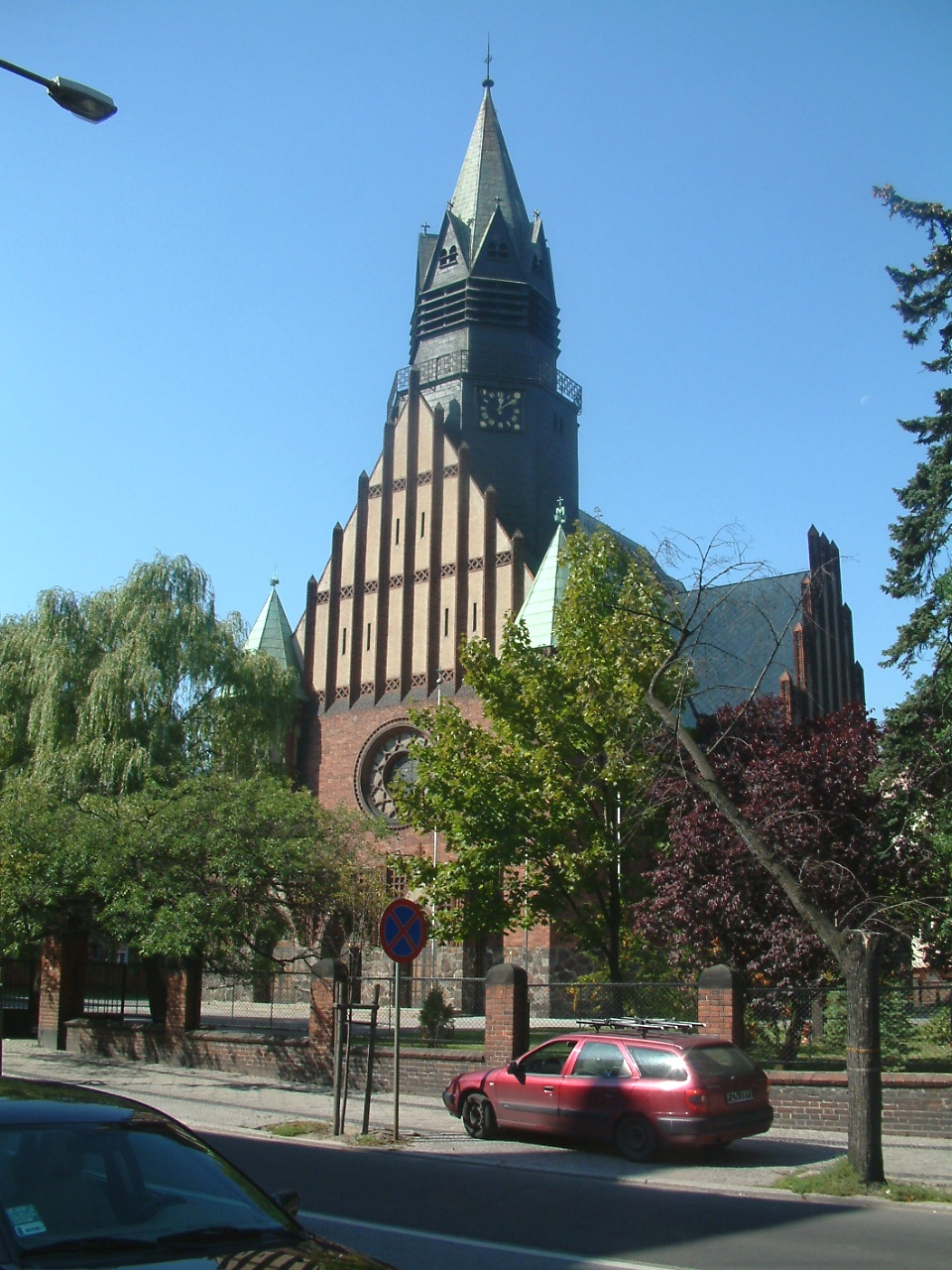
Kościół św. Anny w Poznaniu
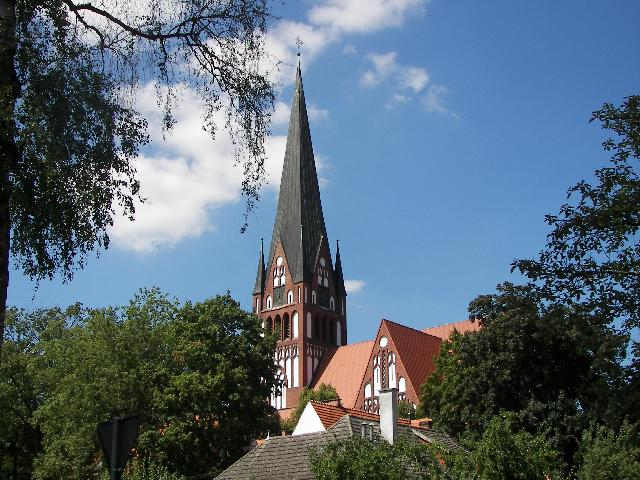
Kościół Narodzenia NMP w Szczecinku
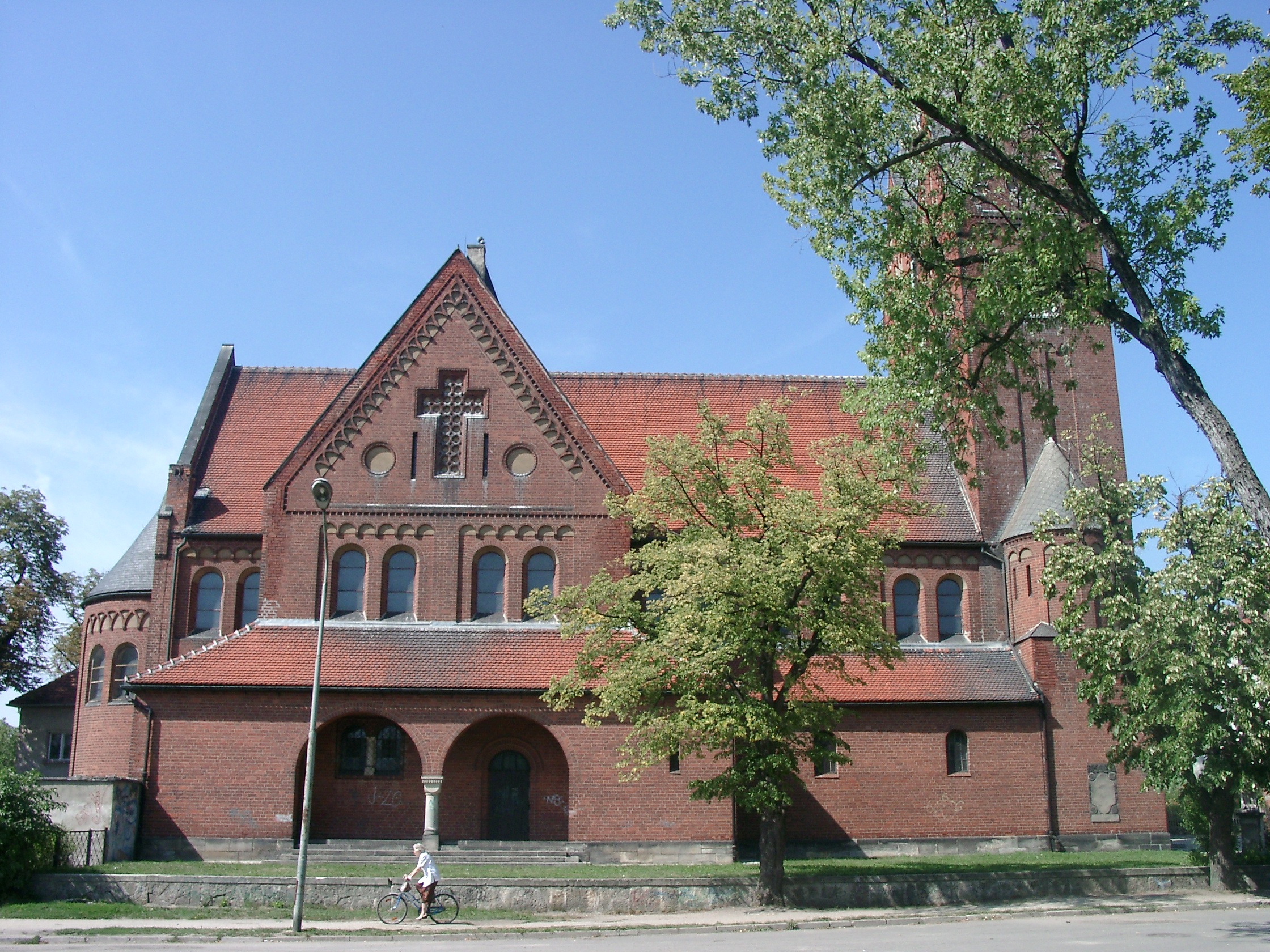
Kościół Niepokalanego Poczęcia NMP w Chojnowie
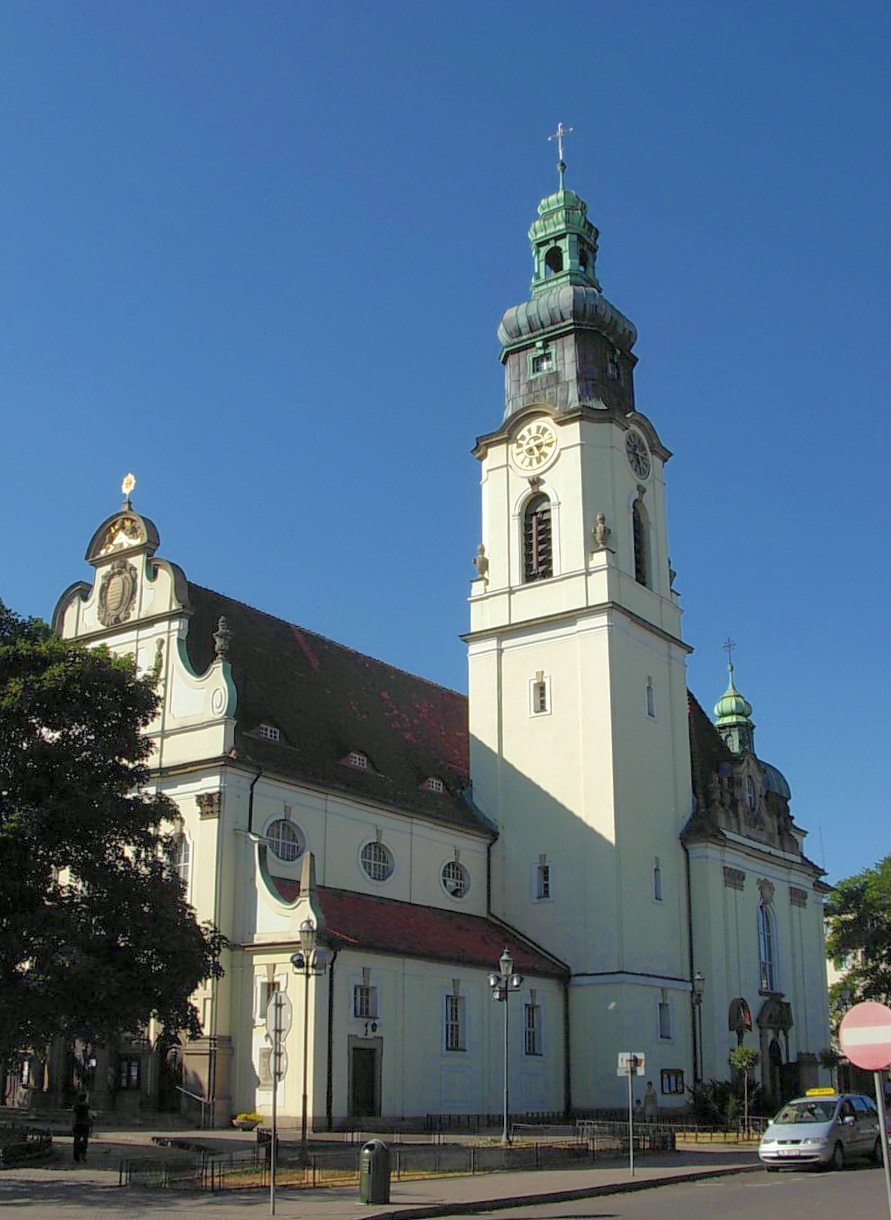
Kościół Najświętszego Serca Pana Jezusa w Bydgoszczy
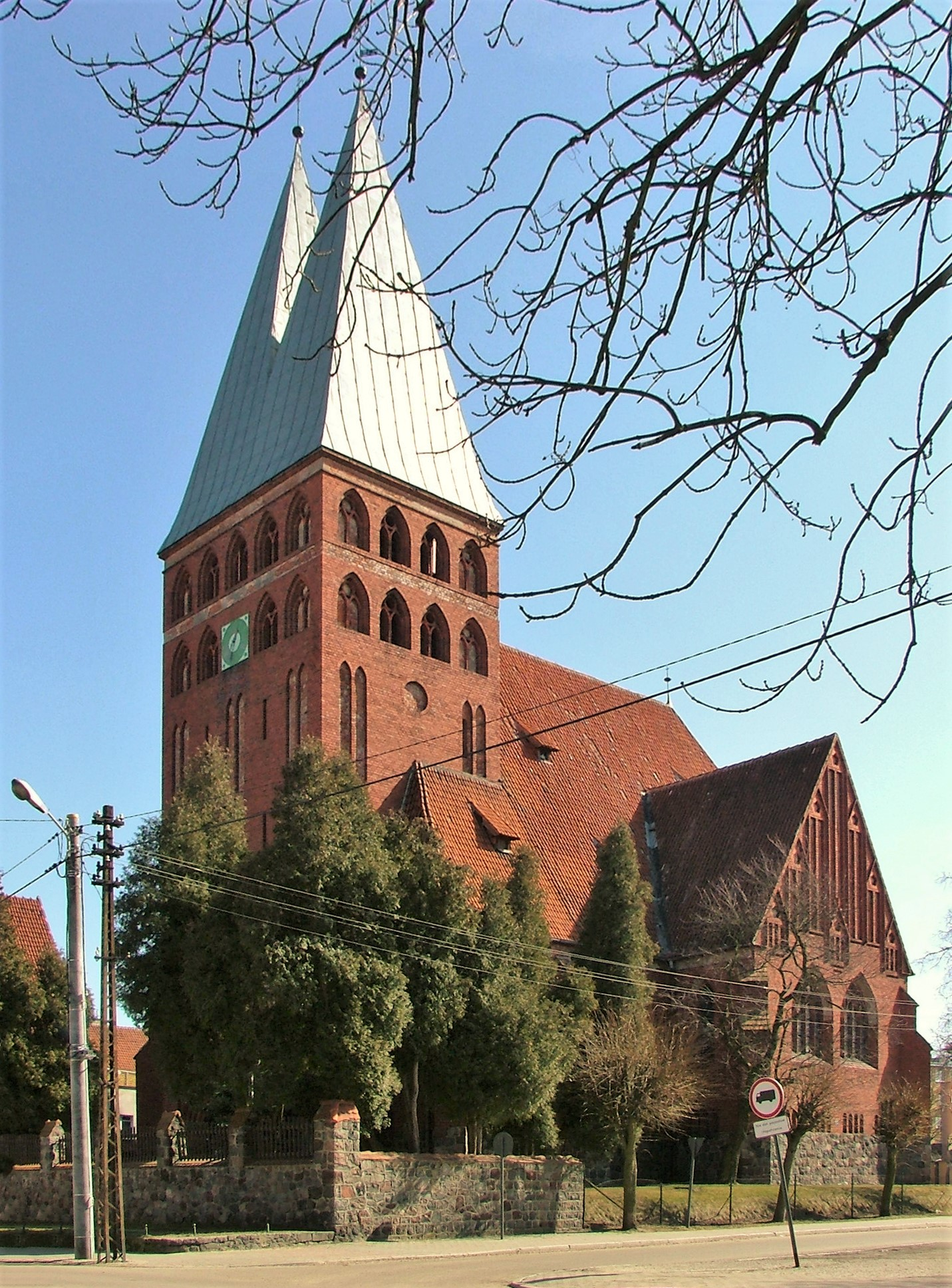
Kościół ewangelicki w Ostródzie
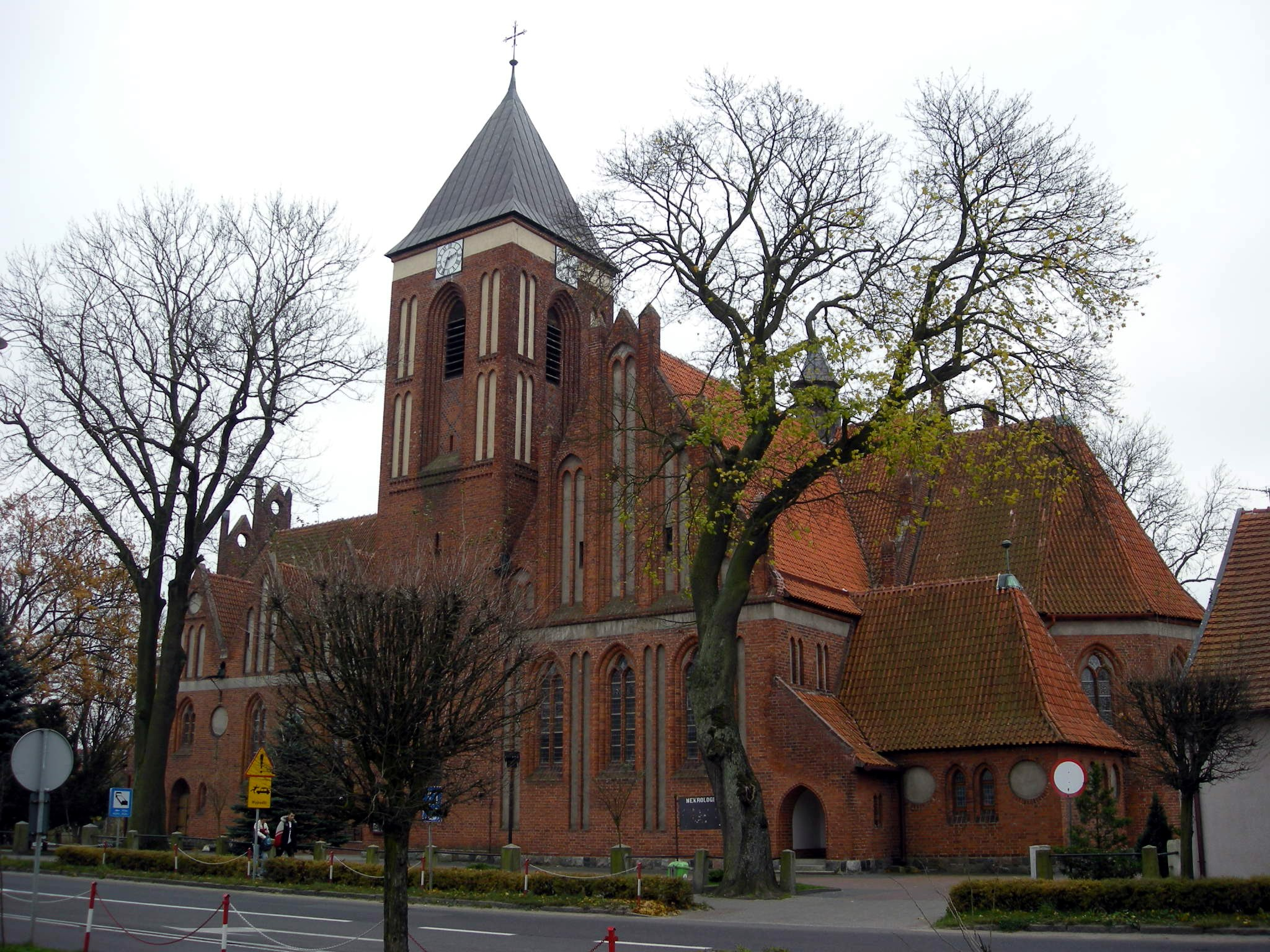
Kościół św. Marii Magdaleny w Czersku
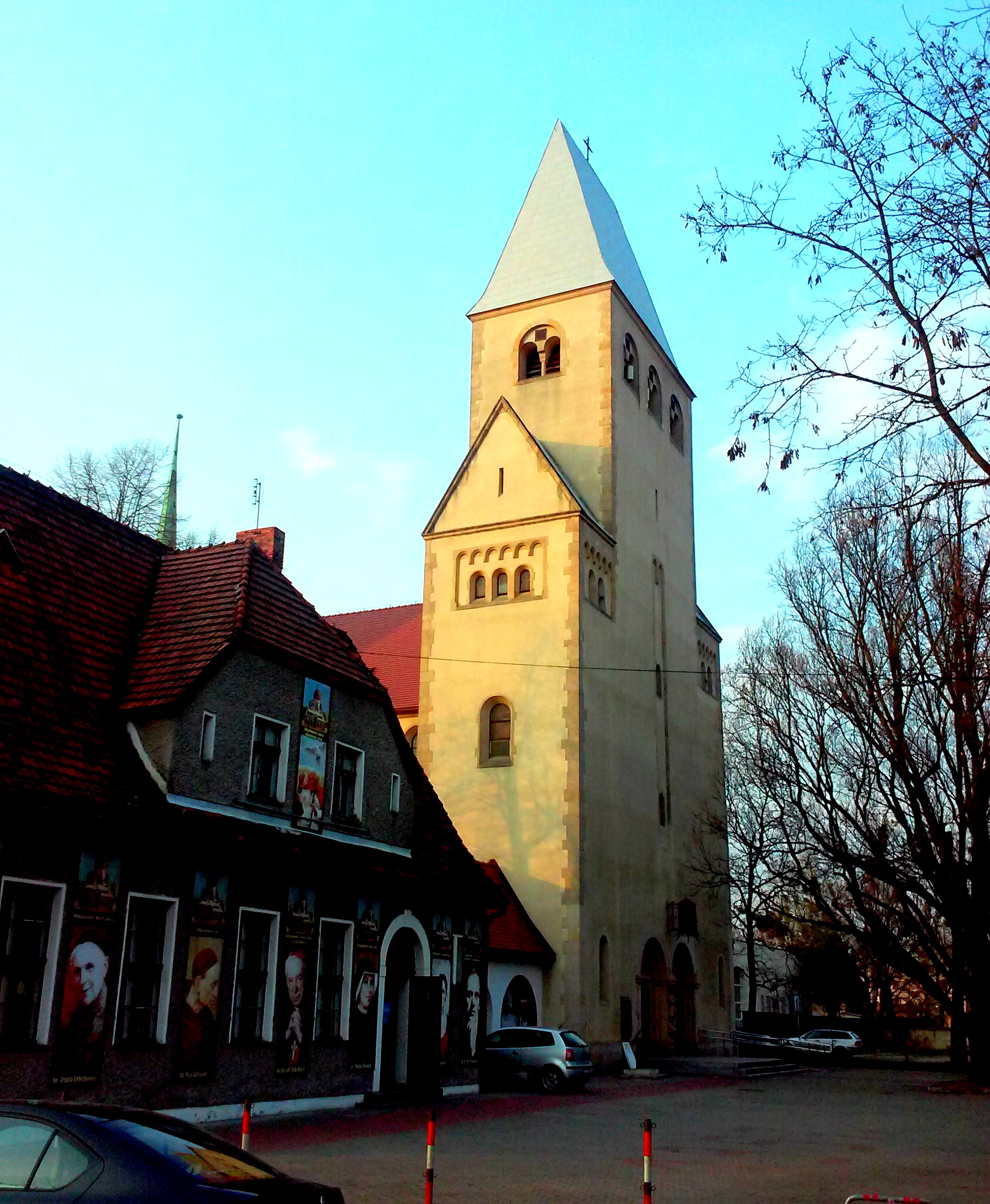
Kościół św. Jerzego Męczennika i Podwyższenia Krzyża Świętego we Wrocławiu